# Ezequiel Olivera
Ezequiel Olviera Reymundo (Melo, 20 dicembre 2003) è un calciatore uruguaiano, difensore del Cerro Largo.

## Carriera
Olivera è cresciuto nel settore giovanile del Cerro Largo, con cui ha firmato il primo contratto professionistico il 28 agosto 2022. Ha debuttato in prima squadra l'8 agosto 2022 nell'incontro di Copa Uruguay vinto 2-0 contro il Deportivo Colonia. Il 10 marzo dell'anno successivo ha esordito anche in Primera División nella trasferta vinta 3-0 contro il La Luz.

## Statistiche

### Presenze e reti nei club
Statistiche aggiornate al 5 maggio 2024.
| Stagione        | Squadra         | Campionato      | Campionato | Campionato | Coppe nazionali | Coppe nazionali | Coppe nazionali | Coppe continentali | Coppe continentali | Coppe continentali | Altre coppe | Altre coppe | Altre coppe | Totale | Totale | Totale |
| Stagione        | Squadra         | Comp            | Pres       | Reti       | Comp            | Pres            | Reti            | Comp               | Pres               | Reti               | Comp        | Pres        | Reti        | Pres   | Reti   |        |
| --------------- | --------------- | --------------- | ---------- | ---------- | --------------- | --------------- | --------------- | ------------------ | ------------------ | ------------------ | ----------- | ----------- | ----------- | ------ | ------ | ------ |
| 2022            | Cerro Largo     | PD              | 0          | 0          | CU              | 2               | 0               |                    | -                  | -                  |             | -           | -           | 2      | 0      |        |
| 2023            | Cerro Largo     | PD              | 8          | 0          | CU              | 1               | 0               |                    | -                  | -                  |             | -           | -           | 9      | 0      |        |
| 2024            | Cerro Largo     | PD              | 3          | 0          | CU              | 0               | 0               | CS                 | 0                  | 0                  |             | -           | -           | 3      | 0      |        |
| Totale carriera | Totale carriera | Totale carriera | 11         | 0          |                 | 3               | 0               |                    | 0                  | 0                  |             | -           | -           | 14     | 0      |        |